# Passiflora mixta
Passiflora mixta je biljka iz porodice Passifloraceae. Imena su joj u Kolumbiji curuba, curuba de indio, curuba de monte, curubita, palta, u Venezueli parcha te u Ekvadoru tacso. Izvorno je izvedena od monofiletske Passiflora subgenus Tocsonia. Passiflora mixta raste po Južnoj Americi. Boje je od ružičaste do narančastocrvene.